# دریک کوهن
دریک کوهن (انگلیسی: Derrick Köhn؛ زادهٔ ۴ فوریهٔ ۱۹۹۹) بازیکن فوتبال اهل آلمان و برای باشگاه فوتبال گالاتاسرای بازی میکند

وی همچنین در تیم ملی فوتبال جوانان آلمان بازی کرده‌است.